# Freistett

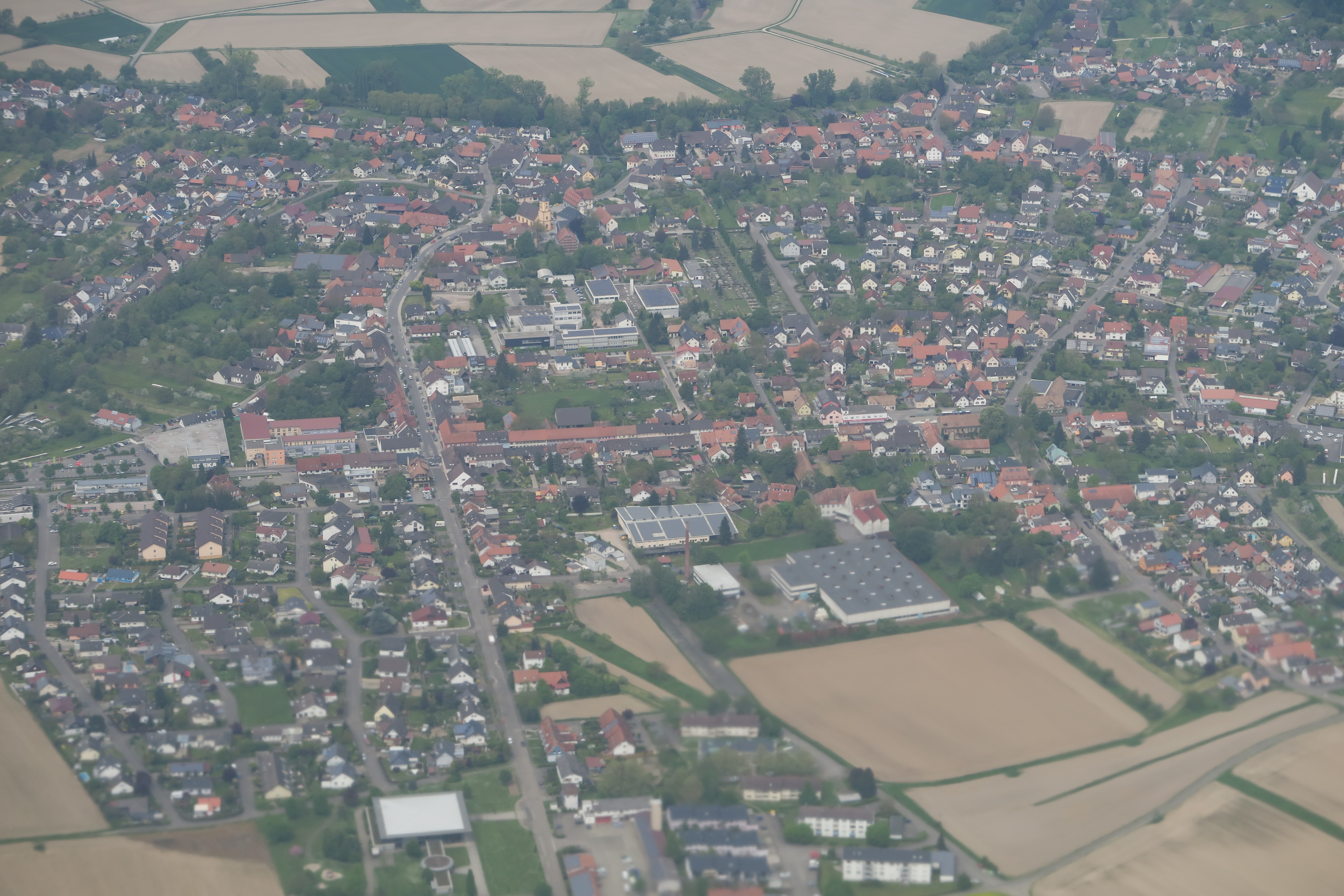
Freistett aus der Luft

Freistett (historisch nach 1745 auch: Altfreistett) ist der Hauptort der baden-württembergischen Stadt Rheinau (Baden). Der Ort liegt im Norden des Ortenaukreises, hat eine Fläche von 21,3 km² und zählte im Jahr 2012 insgesamt 3475 Einwohner.

## Geographie

### Geographische Lage
Freistett liegt in der Oberrheinischen Tiefebene, der Rhein bildet die deutsch-französischen Grenze. Die Gemarkung Freistett grenzt im Westen direkt an den Fluss. Das Gewerbegebiet Glockenloch erstreckt sich bis unmittelbar an den Rheinübergang nach Frankreich an der Staustufe Rheinau-Gambsheim.

### Nachbarorte
Die Nachbarorte von Freistett sind die Rheinauer Stadtteile Rheinbischofsheim im Süden, Helmlingen im Norden und Memprechtshofen im Nordosten, sowie die elsässische Gemeinde Gambsheim auf der anderen Seite des Rheins im Westen. Im Osten grenzt die Gemarkung an die Acherner Stadtteile Wagshurst und Gamshurst.

### Gewässer
Durch Freistett fließen der vom Holchenbach kommende Galgenbach und der Mühlbach, in den der Galgenbach einmündet. Vom Mühlbach zweigt am Ortsrand der Rheinniederungskanal ab. Durch das Industriegebiet fließt außerdem der Rheinseitenkanal. Zudem fließen außerhalb des Dorfes der Rench- und der Acher-Flutkanal, der Schwiebergraben, der Seemattengraben, der Benzmattengraben und der Rittgraben. Neben dem großen mit dem Rhein verbundenen Peterhafen gibt es noch einen kleineren Badesee sowie zahlreiche Teiche und Rheinaltgewässer in Freistett.

## Geschichte

### Mittelalter
Die älteste erhaltene schriftliche Erwähnung Freistetts von 828 nennt den Ort „Fregistat“. Im 10./11. Jahrhundert entstand das Heidenkirchl, das älteste Gotteshaus im Hanauerland. Bei der Abtragung des so genannten Kirchelbergs beim Heidenkirchl wurden Gräber gefunden, die wahrscheinlich zu einer um 600 n. Chr. bestehenden Alemannensiedlung gehören.
Das Dorf Altfreistett lag im Amt Lichtenau der Herrschaft Lichtenberg. Es war ein Lehen des Bischofs von Straßburg. 1335 nahmen die mittlere und die jüngere Linie des Hauses Lichtenberg eine Landesteilung vor. Dabei fiel das Amt Lichtenau – und damit Freistett – an Ludwig III. von Lichtenberg, der die jüngere Linie des Hauses begründete.
Anna von Lichtenberg (* 1442; † 1474) war als Tochter Ludwigs V. von Lichtenberg (* 1417; † 1474) eine von zwei Erbtöchtern mit Ansprüchen auf die Herrschaft Lichtenberg. Sie heiratete 1458 den Grafen Philipp I. den Älteren von Hanau-Babenhausen (* 1417; † 1480), der eine kleine Sekundogenitur aus dem Bestand der Grafschaft Hanau erhalten hatte, um sie heiraten zu können. Durch die Heirat entstand die Grafschaft Hanau-Lichtenberg. Nach dem Tod des letzten Lichtenbergers, Jakob von Lichtenberg, eines Onkels von Anna, erhielt Philipp I. d. Ä. 1480 die Hälfte der Herrschaft Lichtenberg. Die andere Hälfte gelangte an seinen Schwager, Simon IV. Wecker von Zweibrücken-Bitsch. Das Amt Lichtenau gehörte zu dem Teil von Hanau-Lichtenberg, den die Nachkommen von Philipp und Anna erbten.

### Frühe Neuzeit
Zusammen mit den Bewohnern einiger anderer Dörfer stürmten die Bewohner Freistetts 1525 im Zuge des Bauernkrieges das Kloster Schwarzach.
Während des Dreißigjährigen Krieges flohen die Freistetter vor mansfeldischen Söldnern auf die Rheininseln, weshalb Landvogt Reinhard von Schauenburg 35 Mann zur Verstärkung der „Hanauer-Rheinwache“ schickte. Außerdem wurde das Heidenkirchl 1628 teilweise zerstört. 1632 mussten die Einwohner von Freistett erneut auf die Rheininseln fliehen, da Truppen des kaiserlichen Oberst Ossa ins Dorf eingefallen waren und 1634, weil der fürstenbergische Rittmeister Ingold ins Dorf einfiel und 35 Häuser niederbrannte. Im darauffolgenden Jahr war eine erneute Flucht vor kaiserlichen Truppen notwendig und die Pest wütete im Hanauerland. Die Folgen des dreißigjährigen Krieges wirkten noch lange nach.
Im Laufe der Expansionskriege Ludwig XIV. 1667–1679 mussten die Bewohner Freistetts, nachdem zuvor Flüchtlinge aus dem Elsass nach Freistett gekommen waren, erneut auf die Rheininseln oder nach Straßburg fliehen und am „Werhag“ entstand unter Marschal Turenne eine Stellung französischer Truppen. Die Pfarrkirche von Freistett konnte erst zehn Jahre nach ihrer Zerstörung wieder aufgebaut werden.
Auch unter dem Spanischen Erbfolgekrieg litten die Freistetter und mussten fliehen. Bei Freistett und Renchenloch, einer Wüstung auf dem heutigen Gebiet von Memprechtshofen, waren 6000 Mann unter General Tallard stationiert. Von 1705 bis 1717 wurde Freistett von französischen Truppen unter Marschal Villars besetzt. Auf Befehl der Franzosen halfen im Jahr 1707 13 Mann aus Freistett bei Schanzarbeiten bei Söllingen, ungefähr gegenüber von Fort-Louis. 1725 beteiligte Freistett sich am Hanauer Bauernaufstand und an der Klage beim Kaiser gegen Graf Johann Reinhard III. von Hanau. 1743 kehrte der Österreichische Erbfolgekrieg auch in Freistett ein. Von 1740 bis 1748 lagen ungarische und böhmische Regimenter in den Dörfern des Hanauerlandes.

Nach dem Tod dieses letzten Hanauer Grafen 1736 fiel das Erbe – und damit auch das Amt Lichtenau und Freistett – an den Sohn seiner einzigen Tochter, Charlotte von Hanau-Lichtenberg, Landgraf Ludwig (IX.) von Hessen-Darmstadt. Schon 1730 erwarb der Straßburger Bankier Georg Daniel Kückh Grundbesitz in Freistett und gründete hier die Stadt Neufreistett, die aus der Gemarkung von Freistett ausgesondert wurde und am 14. Mai 1745 Markt- und Stadtrecht erhielt. 

### Neuzeit
Während des 1. Koalitionskrieges wurden in Neufreistett von 1792 bis 1797 Dragoner und Husaren des österreichischen Feldmarschalls Wurmser, später französische Truppen des Generals Jean-Victor Moreau einquartiert, der kurz zuvor als Sieger aus der Schlacht bei Diersheim hervorgegangen war.
Mit dem Reichsdeputationshauptschluss wurde das Amt Lichtenau und damit auch Freistett 1803 dem neu gebildeten Kurfürstentum Baden zugeordnet. 1806 war Neufreistett vorübergehend der Sitz des Bezirksamtes und 1836 der Sitz des Hauptzollamtes. Aus Zeitz stammt das Zollhaus an der Kreuzung Hauptstraße / Maiwaldstraße. 1849 wurde das Hauptzollamt durch das Hauptsteueramt erweitert, das Hauptzollamt aber 1872 nach Baden-Baden verlegt.
1804 wurde der seit 1736 existierenden, private Freistetter Hafen verstaatlicht. 1811 wurde die bei Memprechtshofen liegende Streusiedlung „Maiwald“ in mehrere kleine Gebiete geteilt, von denen Freistett auch eines erhielt. Im Zuge der Rheinbegradigung entstand bei Freistett die „Freistetter Gerade“, ein ca. 9 km langer geradliniger Rheinabschnitt.
1849 wurde unter Hauptmann Jakob Meier in Freistett eine Bürgerwehr von 150 Mann gegründet. 1874 eröffnete am Rhein eine Gierseilfähre, die 1875 durch eine Pontonbrücke ersetzt wurde.

### 20. Jahrhundert
Am 1. April 1929 wurde die 8 ha große Gemeinde Neufreistett in die Gemeinde Freistett eingegliedert.
1938 wurde die Synagoge in Freistett unter den Nationalsozialisten zerstört. In der Endphase des Zweiten Weltkriegs war Freistett 1944 dem täglichen Beschuss französischer Artillerie und Jagdbomber-Angriffen ausgesetzt. Dabei wurden zehn Einwohner getötet, vier Häuser zerstört und 15 weitere Häuser größtenteils stark beschädigt. Am 14. April 1945 kam es zu einem Kampf um den Panzergraben, für den später das Panzergrabendenkmal errichtet wurde. Einen Tag nach dieser Schlacht marschierten die Franzosen in Freistett ein.
Am 21. September 1957 erhielt Freistett das Stadtrecht und in den darauffolgenden Jahren wurden Helmlingen und Memprechtshofen in die Gemeinde Freistett eingegliedert. Am 1. Januar 1975 wurde die Gemeinde in die neu gebildete Stadt Rheinau eingegliedert. Bis zum 1. Januar 1973 gehörte Freistett zum Landkreis Kehl, bis dieser infolge der Kreisreform aufgelöst wurde. Dessen Rechtsnachfolger ist der Ortenaukreis.

### Bevölkerungsentwicklung
| Jahr      | 1590 | 1790             | 1802 | 1857 | 1885 | 1925 | 1939               | 1946 | 1950 | 1961 | 1970 | 1975 | 2012 |
| --------- | ---- | ---------------- | ---- | ---- | ---- | ---- | ------------------ | ---- | ---- | ---- | ---- | ---- | ---- |
| Einwohner | 105  | 268 (ohne Juden) | 1311 | 1587 | 2087 | 2366 | 3039 (Westwallbau) | 2749 | 2847 | 2840 | 3069 | 3172 | 3475 |

| Jahr      | 1750 | 1833 | 1857 | 1885 | 1900 | 1925 |
| --------- | ---- | ---- | ---- | ---- | ---- | ---- |
| Einwohner | 275  | 587  | 438  | 471  | 346  | 307  |

## Wappen

Wappen von Neufreistett

Das Wappen von Freistett zeigt einen schräggestellten, goldenen Schiffshaken auf rotem Grund. Freistett führt dieses Wappen seit dem Jahr 1900.
Das Wappen von Neufreistett zeigt ein geöffnetes Stadttor mit aufgeschlagenen silbernen Flügeln auf silbernem Hintergrund, was die „freie Stadt“ verkörpern soll. Auf den Mauern des Tores befinden sich zwei Zinnentürme, zwischen denen sich der hessische Löwe befindet. Der Löwe hält ein Schild, auf dem ein Fürstenhut und der Namenszug des Gründers abgebildet sind.

## Religion

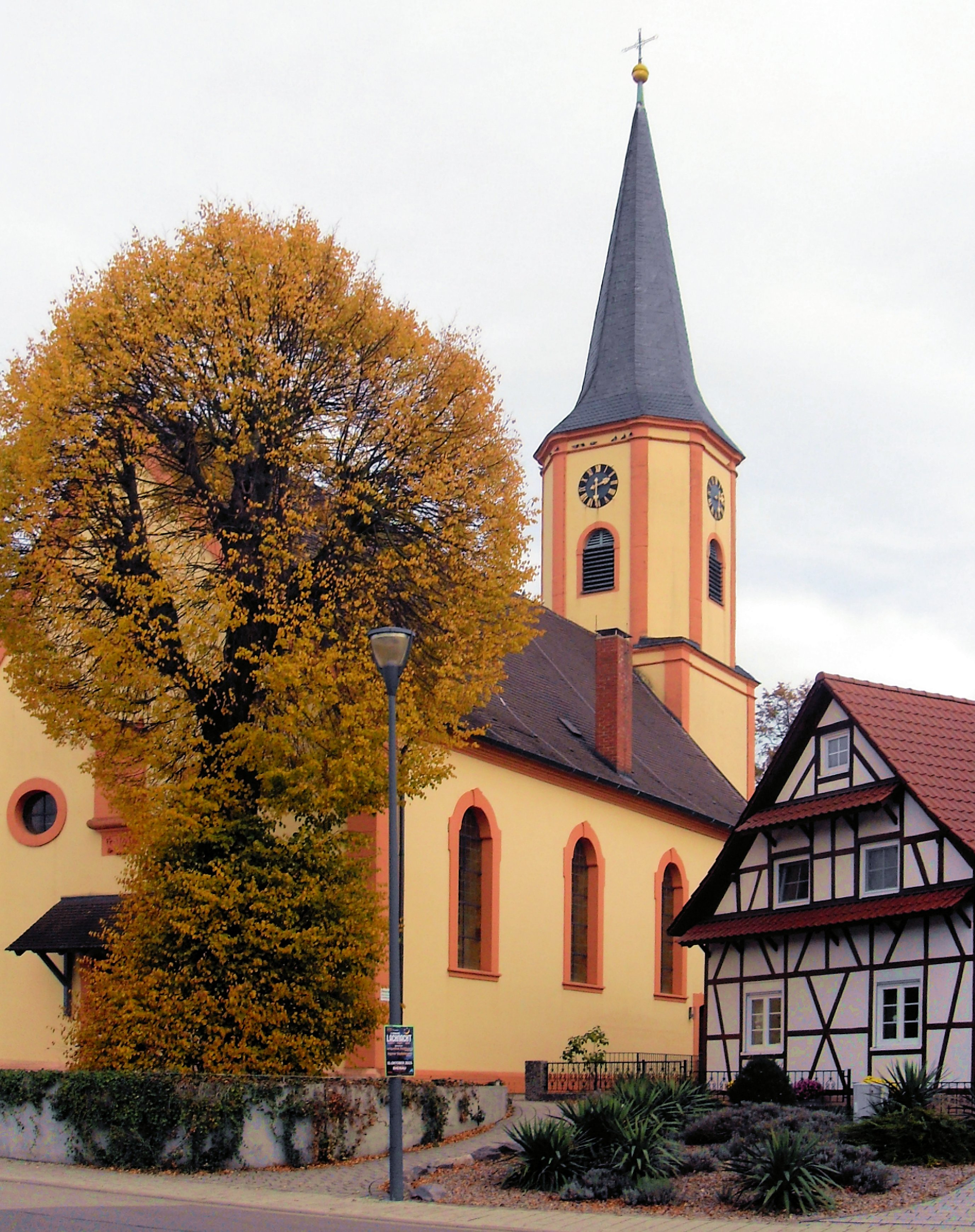
Die evangelische Kirche St. Georg

Das Heidenkirchl ist die älteste Kirche in Freistett und im gesamten Hanauerland. Es wurde vom Ende des 10. bis ins 11. Jahrhundert gebaut und war dem Schutzheiligen der Fischer und Schiffer, St. Nikolaus, geweiht. 1581 errichtete man eine größere Kirche an der Stelle der früheren St. Georgs-Kapelle. Die neu errichtete Kirche wurde im Dreißigjährigen Krieg zerstört und einige Jahre später wieder aufgebaut. Das heutige Kirchengebäude wurde von 1741 bis 1746 errichtet.
1534 wurden erstmals zwei Kapellen in Freistett genannt: die St.-Nikolaus-Kapelle (Heidenkirchel) und die Kapelle des Heiligen St. Georg. Graf Philipp IV. von Hanau-Lichtenberg (1514–1590) führte nach seinem Regierungsantritt 1538 die Reformation in seiner Grafschaft konsequent durch, die nun lutherisch wurde. 1579 wurde Freistett zur eigenständigen Pfarrei erhoben. Durch das weitere Anwachsen der Bevölkerung wurde 1741 der Bau einer neuen Kirche veranlasst. Der Bau des neuen Langhauses wurde an den alten Turm angeschlossen. Erst 1790 bekam die Kirche auch einen neuen Turm. 1968 wurden fünf neue Glocken gegossen. Damit war des Freistetter Geläut mit insgesamt sechs Glocken das größte im ganzen Hanauerland. Die Orgel von 1828 stammt vom Orgelbauer Franz Joseph Merklin. Oberhalb des Haupteinganges befindet sich ein Sandsteinrelief mit dem Hessisch-Hanauischen Wappen.
1831 gründete sich in Neufreistett eine jüdische Gemeinde, die sich 1935 mit der aus Rheinbischofsheim zusammenschloss. Der jüdische Friedhof Freistett existiert heute immer noch.

## Wirtschaft und Infrastruktur

### Verkehr
Im Zentrum von Freistett gibt es einen großen Busbahnhof. Der Ort ist durch Buslinien mit Achern, Lichtenau (Baden), Bühl, Kehl und Hagenau verbunden.
Der Bahnhof Freistett befand sich an der Bahnstrecke Kehl–Bühl, welche stillgelegt ist.
Durch Freistett führt die Landesstraße 75. Außerdem verbindet die L87 Freistett mit den Autobahnanschlussstellen Achern (Bundesautobahn 5) und Offendorf (Autoroute A35). In Frankreich heißt die L87 dann D2.
In der Nähe der Staufstufe liegt die Schiffswerft Karcher und ein Yachthafen. Beim Gewerbegebiet gibt es außerdem einen großen See, den Peterhafen, der durch einen Kanal mit dem Rhein verbunden ist.

### Bildung
In Freistett gibt es neben einer Realschule auch die Wilhelm-Rohr-Schule, welche sowohl eine Grund- als auch eine Werkrealschule beinhaltet. In der Werkrealschule werden allerdings nur die 5. bis 7. Klassen unterrichtet. Der Unterricht für die 8. bis 10. Klassen findet im Karl-Grampp-Gebäude in Rheinbischofsheim statt.

### Ansässige Unternehmen
Große Unternehmen in Freistett sind unter anderem Brunner GmbH, Kieswerk HPF Hermann Peter KG Freistett, Klotter Elektrotechnik GmbH, Stage Concept GmbH, Ytong Südwest GmbH (Xella) und Zimmer Group. Die Centrale Electrique Rhénane de Gambsheim (CERGA), als Betreiberin der Staustufe Rheinau-Gambsheim ist eine gemeinsame Tochter der französischen Électricité de France (EDF) und der deutschen Energie Baden-Württemberg AG (EnBW).

## Persönlichkeiten
- Karl Ludwig Schulmeister (1770–1853), geboren in Neufreistett, bedeutender Spion im Dienste Napoléon Bonapartes
- Richard Teubner (1846–1902), geboren in Neufreistett, badischer Oberamtmann
- Albert von Fritsch (1856–1922), geboren in Freistett, württembergischer Generalleutnant
- Johann Georg Siehl-Freystett (1868–1919), geboren in Freistett, Maler
- Ludwig Ulrich (1896–1980), geboren in Freistett, Landwirt und Politiker (BCSV, CDU)
- Friedrich Stephan (1915–1997), geboren in Freistett, Politiker (SPD)
- Matto Barfuss (* 1970), ansässig in Freistett, Gepardenmann und Künstler
- Christian Dusch (* 1978), aufgewachsen in Freistett, Politiker (CDU)